# تركيب كيميائي

رسم ثلاثي الابعد لروابط الهيدروجين في جزيء الماء

التركيب الكيميائي هو مفهوم كيميائي له معان مختلفة إذا استخدم لوصف مادة كيميائية أو مزيج.

## تركيب المادة
التركيب الكيميائية لمادة نقية يصف الكميات النسبية للعناصر الكيميائية المكونة للمادة. ويمكن أن يعبر عنه بالصيغة المجملة.
فالصيغة الكيميائية للماء مثلاً هي H2O، وهذا يعني أن كل جزيء مكون من ذرتي هيدروجين (H) وذرة واحدة من الأوكسجين

## تركيب المزيج
يمكن تعريف التركيب الكيميائي لمزيج بأنه توزيع المادة المفردة المكونة للمزيج (تسمى المكونات). وبكلمات أخرى، يعرف بتركيز كل مكون. وبسبب وجود طرق مختلفة لتحديد تركيز المكونات، يوجد بذلك طرق مختلفة لتحديد تركيب المزيج. فيمكن مثلا التعبير عنه بالكسر المولي أو الكسر الكتلي أوالتركيز المولي أوالعيارية أو الكسر الحجمي أو المولية الوزنية [الإنجليزية].